# Mezilaurus itauba
Mezilaurus itauba är en lagerväxtart som först beskrevs av Meissner, och fick sitt nu gällande namn av Taubert och Carl Christian Mez. Mezilaurus itauba ingår i släktet Mezilaurus och familjen lagerväxter. Inga underarter finns listade i Catalogue of Life.